# Thiên long bát bộ
Thiên long bát bộ (giản thể: 天龙八部; phồn thể: 天龍八部; bính âm: Tiān Lóng Bā Bù) là một tiểu thuyết võ hiệp của nhà văn Kim Dung. Tác phẩm được bắt đầu được đăng trên tờ Minh báo ở Hồng Kông và Nam Dương thương báo ở Singapore vào ngày 3 tháng 9 năm 1963 đến ngày 27 tháng 5 năm 1966, liên tục trong 4 năm. Nội dung "Thiên long bát bộ" thấm đượm tinh thần Phật giáo mà Kim Dung vốn ngưỡng mộ, tiếng nói của Phật giáo trong tác phẩm vừa dịu dàng sâu lắng vừa thật hiển minh, quán xuyến từ đầu chí cuối tác phẩm. Các nhân vật chính trong tiểu thuyết được dựa trên Bát bộ chúng, là tám loài hữu tình trong thần thoại Phật giáo bao gồm: Thiên, Long, Dạ-xoa, Càn-thát-bà, A-tu-la, Ca-lâu-la, Khẩn-na-la và Ma-hầu-la-già.
Cuối năm 2004, nhà xuất bản giáo dục nhân dân của Cộng hòa Nhân dân Trung Hoa đã đưa tác phẩm Thiên long bát bộ vào sách giáo khoa lớp 12. Bộ Giáo dục Singapore cũng làm như vậy đối với các trường cấp 2, 3 sử dụng tiếng Trung Quốc. Thiên long bát bộ cũng đã được chuyển thể thành phim truyền hình nhiều lần bởi cả các nhà sản xuất Trung Hoa đại lục và Hồng Kông.

## Ý nghĩa tên gọi
Tên gọi "Thiên long bát bộ" được tác giả Kim Dung lấy dựa theo kinh Phật Đại Thừa. Trong đó chỉ ra rằng "Thiên long bát bộ" là tám loài hữu tình trong thần thoại Phật giáo. Trước kia họ hung ác, sau được Phật chuyển hoá thành những thần vật hộ trì phật pháp.
Tuy tựa đề của Thiên Long bát bộ xuất phát từ Phật giáo, nhưng nội dung của bộ truyện lại hoàn toàn kể về mối quan hệ giữa người với người (Kiều Phong, Hư Trúc, Đoàn Dự, A Tử, Vương Ngữ Yên,...) về cái phức tạp và đa dạng của con người trong xã hội. Kim Dung mượn tên tám loại phi nhân sức mạnh hơn người, mang hình dáng giống người nhưng không phải là người để ám chỉ từng nhân vật trong bộ truyện. Tám loại phi nhân đó là: Thiên, Long, Dạ Xoa, Càn Thát Bà, A Tu La, Ca Lâu La, Khẩn Na La, Ma Hầu La Gia. Tám loài này do Thiên và Long đứng đầu nên trong kinh Phật được gọi là "Thiên Long bát bộ".
1. Thiên: là thiên thần (Deva), đứng đầu bởi Đế Thích. Thiên thần trong Phật giáo vẫn còn trong cõi sinh tử, có sống có chết, có tất cả mười hai thiên thần quan trọng nhất tượng trưng cho tám hướng và bốn tinh thể của vũ trụ: mặt trời, Mặt Trăng, bầu trời và mặt đất
2. Long: là rồng (Naga) nhưng không có chân, trông giống như một con mãng xà lớn, là chúa tể các loài trong nước. Kinh Phật kể rằng một con rắn tên là Mucilinda da cuộn thành một cái tàn che cho đức Phật nhập định trong một cơn giông bão.
3. Dạ Xoa: (Yaksha) quỷ thần (thần ăn được quỷ), có thể tốt hoặc xấu. Dạ Xoa Bát Đại tướng có nhiệm vụ bảo hộ chúng sinh
4. Càn Thát Bà: (Gandharva) nhạc thần thân thể tỏa mùi thơm, phục thị Đế Thích, không ăn thịt, không uống rượu
5. A-tu-la: (Asura) tuy có phước báo lớn nhưng hay ganh tị với chư Thiên nên thường đem quân gây chiến thường bị thua, rất đau khổ không được vui sướng mặc dù có thể giàu có nhưng bị tâm ganh ghét đố kị làm cho đau khổ
6. Ca Lâu La: (Garuda) chim đại bàng cánh vàng đầu có một cái bướu to gọi là Như Ý Châu, tiếng kêu bi thảm, được người Trung Hoa bản địa hóa thành Đại Bàng Kim Sí Điểu. Ca Lâu La thích ăn rồng, khi chết chất độc xông lên cháy tiêu thành tro, chỉ còn một trái tim xanh biếc
7. Khẩn Na La: (Kinnara) nhạc thần của Đế Thích, đầu có sừng, giỏi múa hát
8. Ma Hầu La Gia: (Mahoràga) là thần rắn, mình người đầu rắn

## Các hồi
Thiên long bát bộ có 50 hồi, tên các hồi hợp lại thành 5 bài từ, mỗi bài từ bao gồm tên của 10 hồi.

### Thiếu niên du (少年游)
| Nguyên văn chữ Hán 青衫磊落險峰行 玉壁月華明 馬疾香幽 崖高人遠 微步轂紋生 誰家子弟誰家院 無計悔多情 虎嘯龍吟 換巢鸞鳳 劍氣碧煙橫 | Phiên âm Hán Việt Thanh sam lỗi lạc hiểm phong hành Ngọc bích nguyệt hoa minh Mã tật hương u Nhai cao nhân viễn Vi bộ hộc văn sinh Thùy gia tử đệ thùy gia viện Vô kế hối đa tình Hổ khiếu long ngâm Hoán sào loan phượng Kiếm khí bích yên hoành |

### Tô mạc già (蘇幕遮)
| Nguyên văn chữ Hán 向來痴 從此醉 水榭聽香指點群豪戲 劇飲千杯男兒事 杏子林中商略平生義 昔時因 今日意 胡漢恩仇須傾英雄淚 雖萬千人吾往矣 悄立雁門絕壁無餘字 | Phiên âm Hán Việt Hướng lai si Tòng thử túy Thủy tạ thính hương chỉ điểm quần hào hí Kịch ẩm thiên bôi nam nhi sự Hạnh tử lâm trung thương lược bình sinh nghĩa Tích thời nhân Kim nhật ý Hồ Hán ân cừu tu khuynh anh hùng lệ Tuy vạn thiên nhân ngô vãng hỹ Thiểu lập Nhạn Môn tuyệt bích vô dư tự |

### Phá trận tử (破陣子)
| Nguyên văn chữ Hán 千里茫茫若夢 雙眸粲粲如星 塞上牛羊空許約 燭畔鬢雲有舊盟 莽蒼踏雪行 赤手屠熊搏虎 金戈蕩寇鏖兵 草木殘生顱鑄鐵 蟲豸凝寒掌作冰 揮灑縛豪英 | Phiên âm Hán Việt Thiên lý mang mang nhược mộng Song mâu xán xán như tinh Tái thượng ngưu dương không hứa ước Chúc bạn mấn vân hữu cựu minh Mãng thưởng đạp tuyết hành Xích thủ đồ hùng bác hổ Kim qua đãng khấu ao binh Thảo mộc tàn sinh lô chú thiết Trùng trãi ngưng hàn chưởng tác băng Huy sái phược hào anh |

### Động tiên ca (洞仙歌)
| Nguyên văn chữ Hán 輸贏成敗又爭由人算 且自逍遙沒誰管 奈天昏地暗斗轉星移 風驟緊縹緲峰頭雲亂 紅顏彈指老剎那芳華 夢裡真真語真幻 同一笑到頭萬事俱空 糊塗醉情長計短 解不了名韁繫嗔貪 卻試問幾時把痴心斷 | Phiên âm Hán Việt Thâu doanh thành bại hựu tranh do nhân toán Thả tự tiêu dao một thùy quản Nại thiên hôn địa ám Đẩu chuyển tinh di Phong sậu khẩn Phiêu Diểu phong đầu vân loạn Hồng nhan đạn chỉ lão sát na phương hoa Mộng lý chân chân ngữ chân ảo Đồng nhất tiếu đáo đầu vạn sự câu không Hồ đồ túy tình trường kế đoản Giải bất liễu danh cương hệ sân tham Khước thí vấn kỷ thời bả si tâm đoạn |

### Thủy long ngâm (水龍吟)
| Nguyên văn chữ Hán 燕雲十八飛騎奔騰如虎風煙舉 老魔小醜豈堪一擊勝之不武 王霸雄圖血海深恨盡歸塵土 念枉求美眷良緣安在 枯井底污泥處 酒罷問君三語 為誰開茶花滿路 王孫落魄怎生消得楊枝玉露 敝屣榮華浮雲生死此身何懼 教單於折箭六軍辟易奮英雄怒 | Phiên âm Hán Việt Yên Vân thập bát phi kỵ bôn đằng như hổ phong yên cử Lão ma tiểu xú khởi kham nhất kích thắng chi bất vũ Vương bá hùng đồ huyết hải thâm hận tận quy trần thổ Niệm uổng cầu mỹ quyến lương duyên an tại Khô tỉnh để ô nê xứ Tửu bãi vấn quân tam ngữ Vị thùy khai trà hoa mãn lộ Vương tôn lạc phách chẩm sinh tiêu đắc dương chi ngọc lộ Tệ tỉ vinh hoa phù vân sinh tử thử thân hà cụ Giáo Thiền Vu chiết tiễn lục quân tích dịch phấn anh hùng nộ |

## Tóm tắt
Kim Dung đã chỉnh sửa truyện này 3 lần, lần gần nhất là vào năm 2009. Có tổng cộng 50 hồi.
Câu chuyện xoay quanh mối quan hệ phức tạp giữa nhiều nhân vật đến từ nhiều nước khác nhau: Kiều Phong, Đoàn Dự, Hư Trúc. Với tác phẩm này, Kim Dung muốn nói đến mối quan hệ nhân - quả giữa chính bản thân các nhân vật với gia đình, xã hội, dân tộc, đất nước. Câu chuyện xảy ra vào thời Bắc Tống và còn bao gồm các cuộc chiến tranh giữa nhà Tống, Đại Lý, Đại Liêu, Thổ Phồn và Tây Hạ.
Bản mẫu:Spoiler

### Đoàn Dự
Đoàn Dự là một chàng trai khôi ngô tuấn tú, hoàng tử của nước Đại Lý. Tuy là con nhà võ nhưng không thích luyện tập võ nghệ mà chỉ thích ngao du sơn thủy. Tình cờ trong quá trình can thiệp để giải cứu Chung Linh cô nương, Đoàn Dự lọt vào một hang đá, thấy một bức tượng ngọc bích rất đẹp (mà anh gọi là Thần tiên tỷ tỷ).
Sau khi vái lạy bức tượng 1000 cái, anh lấy được bí kíp về Bắc Minh thần công (món võ hút lấy nội công kẻ khác, nhưng không tiêu huỷ nội lực đối thủ như Hóa công đại pháp do Đinh Xuân Thu luyện sai Bắc Minh thần công) và Lăng ba vi bộ (món võ có thể uyển chuyển chạy nhanh và tránh né các đòn công kích), và Đoàn Dự cũng miễn nhiễm độc tố sau khi vô tình nuốt phải một con cóc cực độc có tên là Mãng cổ chu cáp.
Đồng thời Đoàn Dự cũng làm quen được Mộc Uyển Thanh, một cô gái xinh đẹp, võ công cao cường, nhưng tính tình đanh đá và lúc nào cũng che kín mặt. Mộc cô nương đem lòng yêu mến chàng công tử họ Đoàn, và trong lúc đánh thua Nam Hải Ngạc Thần (một trong tứ đại ác nhân), đã nguyện kết nghĩa vợ chồng với Đoàn Dự và cho Đoàn Dự xem mặt nàng.
Khi đó, các thuộc hạ của Đoàn Chính Thuần xuất hiện giải vây và đưa Đoàn Dự cùng Mộc cô nương về Đại Lý. Trên đường về, họ ghé thăm Đao Bạch Phượng, là mẹ ruột của Đoàn Dự, đang ở ẩn trong một ngôi chùa. Khi Đao Bạch Phượng thấy cách phóng phi tiêu của Mộc cô nương, bà nghi ngờ Mộc cô nương có liên hệ với Tần Hồng Miên, vốn là tình địch ngày xưa của bà.
Đoàn Dự và Mộc Uyển Thanh về Đại Lý, mọi người phát hiện ra Mộc Uyển Thanh là con gái của Đoàn Chính Thuần và Tần Hồng Miên, Đoàn Dự và Mộc Uyển Thanh là anh em cùng cha khác mẹ nên không thể lấy nhau được. Quá chán chường và đau khổ, Mộc Uyển Thanh định tự vẫn, sau đó bị Đoàn Diên Khánh bắt giam vào thạch thất trong Vạn Kiếp Cốc, cả Đoàn Dự cũng bị Nam Hải Ngạc Thần nhốt chung vào đây.
Hai người bị lừa uống phải Âm dương hòa hợp tán, một loại thuốc kích dục, nhưng Đoàn Dự nghị lực hơn người nên cả hai đã thoát khỏi hiểm cảnh. Bảo Định Đế Đoàn Chính Minh, Đoàn Chính Thuần cùng các thuộc hạ đến Vạn Kiếp Cốc giải cứu được hai người. Đoàn Dự phát hiện ra Chung Linh, con gái Chung Vạn Cừu ở Vạn Kiếp Cốc cũng là con ruột cha mình, tức là em gái của mình.
Sau đó tại chùa Thiên Long, Đoàn Dự may mắn luyện thành công Lục mạch thần kiếm (là môn chỉ pháp được xem là một trong hai môn võ công đệ nhất thiên hạ cùng với Dịch Cân Kinh của Thiếu Lâm - theo lời nhân vật Mộ Dung Bác), nhưng chàng lại bị Hòa thượng Cưu Ma Trí nước Thổ Phồn bắt tới Cô Tô vì Đoàn Dự biết Lục mạch thần kiếm và hắn muốn hỏa thiêu chàng để cúng Mộ Dung Bác, bằng hữu lâu năm của hắn.
Do tính tình thật thà nghĩa hiệp, lại có dung mạo khôi ngô nên Đoàn Dự được hai nữ tỳ là A Châu, A Bích quý mến và giúp đỡ cứu thoát. Ở đất Cô Tô, Đoàn Dự đã gặp Vương Ngữ Yên và đem lòng yêu nàng. Nhưng thật trớ trêu, Vương Ngữ Yên chỉ yêu mỗi Mộ Dung Phục. Sau này Mộ Dung Phục vì muốn khôi phục Hậu Yên nên đã bỏ nàng, vì vậy Đoàn Dự và Vương Ngữ Yên đã đến bên nhau, mối tình si cũng được hạnh phúc.
Tuy nhiên, éo le ập đến khi chàng biết Ngữ Yên là con của Đoàn Chính Thuần với Vương phu nhân, tức nàng là em ruột mình. Về sau trong lúc sắp chết, mẹ của Đoàn Dự mới tiết lộ rằng thật ra chàng là con của Đoàn Diên Khánh chứ không phải Đoàn Chính Thuần. Theo phong tục Đại Lý, anh em ngoài giá thú vẫn được lấy nhau.Tức là Đoàn Dự được phép cưới hết các cô con rơi của người cha hờ Đoàn Chính Thuần. Chàng chọn Mộc Uyển Thanh, Chung Linh và Ngữ Yên làm vợ.
Cuối cùng, Đoàn Dự trở thành vua Đại Lý. Theo nguyên tác ban đầu, Vương Ngữ Yên trở thành hoàng hậu. Tuy nhiên, trong lần sửa đổi mới đây của Kim Dung vào năm 2009, thì Mộc Uyển Thanh mới là người yêu thật sự của Đoàn Dự, trở thành hoàng hậu. Một trong những cháu nội hai người là Đoàn Trí Hưng, là nhân vật xuất chúng, một trong "Thiên hạ ngũ tuyệt" hiệu là Nam đế, trong Xạ điêu tam bộ khúc. Với Vương Ngữ Yên, Đoàn Dự nhận ra anh không yêu cô mà chỉ là si mê nhan sắc với bức tượng ngọc bích gán cho cô, và đã để cô ra đi. Vương Ngữ Yên lúc này, do bị Đoàn Dự vô tình hút cạn sinh lực nên già đi khá nhanh. Cô muốn học thuật Trụ nhan của phái Tiêu Dao nhưng nó đã thất truyền, cuối cùng cô trở về Cô Tô, cùng A Bích chăm sóc Mộ Dung Phục lúc này đã trở nên điên dại.
Sau này, bất chấp đang ở địa vị ngôi vua cao quý, Đoàn Dự còn mạo hiểm đi giải cứu Tiêu Phong, nghĩa huynh của chàng.
Đến cuối truyện, Đoàn Dự là người có nội công rất cao cường, vì lúc này nội lực của chàng vốn đã cao hơn Cưu Ma Trí, một trong những đại cao thủ trong truyện rồi, mà còn hút được nội lực cả đời của ông ta nữa.
Lưu ý: Đoàn Dự cùng Đoàn Chính Thuần, Đoàn Chính Minh là các nhân vật có thật trong lịch sử và là các bậc vua chúa của nước Đại Lý. Tất nhiên các tình tiết trong truyện Kim Dung về những người này đều là hư cấu.

### Tiêu Phong
Tiêu Phong (Kiều Phong) là người trong Cái Bang. Với võ công cao cường và nhiều công trạng, dần dần uy tín của chàng lên cao. Khi bang chủ Cái Bang qua đời, chàng được phong làm bang chủ Cái Bang, sở hữu Hàng long thập bát chưởng và Đả cẩu bổng pháp. Lúc này trong giang hồ có câu nói Bắc Kiều Phong, Nam Mộ Dung để nói rằng uy tín của Tiêu Phong đã nổi khắp miền Trung Nguyên.
Trong một lần khi các trưởng lão muốn phế chức bang chủ của chàng, Tiêu Phong đã biết được nguồn gốc thật của mình. Ba mươi năm về trước, cha của chàng Tiêu Viễn Sơn bị mai phục bởi các cao thủ võ lâm nước Tống tại Nhạn Môn Quan, vợ bị giết hại, ông phải nhảy xuống vực tự vẫn và bỏ lại đứa con nhỏ là Tiêu Phong.
Khám phá rằng việc mai phục là sai, các cao thủ hối hận và gửi Tiêu Phong cho một gia đình họ Kiều nuôi dưỡng và dặn không được nói cho Tiêu Phong biết, vì thế chàng có tên là Kiều Phong. Vào năm 7 tuổi, trong một lần đi kiếm củi chàng bị chó sói tấn công, may có một vị hòa thượng Thiếu lâm pháp danh Huyền Khổ cứu giúp và đón về Thiên Âm Tự. Tiêu Phong lớn lên được đón về Cái Bang.
Sự thật đã khiến Kiều Phong (nay là Tiêu Phong) tức giận và từ bỏ chức Bang chủ Cái Bang. Sau đó, nhiều vụ mưu sát bí hiểm xảy ra (trong số người bị hại có cha mẹ nuôi và sư phụ dạy võ cho Tiêu Phong ở chùa Thiếu Lâm) và giới giang hồ đều cho rằng đó chính là do Tiêu Phong.
Để tự minh oan cho mình, Tiêu Phong quyết đi tìm kẻ chủ mưu cùng với sự giúp đỡ của A Châu, người mà chàng tình cờ gặp trên đường giang hồ và trở thành người yêu của chàng. A Châu có tài cải trang rất khéo, và đã giúp Tiêu Phong trong nhiều dịp.
Tuy nhiên, khi giả trang thành một trưởng lão Cái Bang để đi gặp Khang Mẫn, nàng đã không thành công và bị Khang Mẫn lừa rằng kẻ chủ mưu các vụ mưu sát bí hiểm không ai khác hơn là Đoàn Chính Thuần. Điều này đã làm Tiêu Phong đi tìm và quyết đấu tay đôi với Đoàn Chính Thuần.
Số phận trớ trêu, khi A Châu gặp Đoàn Chính Thuần thì nàng mới biết đó là cha ruột của mình. Để cứu cha, A Châu giả vờ ngủ say để Tiêu Phong đi trước, rồi sau đó cải trang thành Đoàn Chính Thuần và lẻn ra bãi đấu để chết dưới chưởng của Tiêu Phong. Chàng hết sức hối hận, và nhận lời chăm sóc A Tử (em gái A Châu) theo lời trăng trối của người chị. Sau đó, vì cứu mạng được Hoàng đế nước Liêu Gia Luật Hồng Cơ, Tiêu Phong sang nước Liêu làm quan đại thần, A Tử được phong làm quận chúa.
Lúc này, nhân vật Du Thản Chi xuất hiện, cha mẹ hắn trước đây bị Tiêu Phong giết nên bây giờ hắn tìm Tiêu Phong để trả thù. Dù không đánh lại, hắn tình cờ nhặt được bí kíp võ công do Tiêu Phong làm rơi, chính là một trong 2 bộ võ công được đánh giá là đệ nhất thiên hạ, Dịch Cân Kinh (Lục Mạch Thần Kiếm là tu luyện võ công, còn Dịch Cân Kinh là tu luyện nội lực). Quyển bí kíp này vốn là do A Châu ăn trộm trong chùa Thiếu Lâm. Vì bị thương, Du Thản Chi bị A Tử bắt lại, chữa lành rồi trở thành kẻ mua vui cho nàng. A Tử cho đóng một mặt nạ sắt lên mặt Du Thản Chi, rồi gọi hắn là Thiết Sửu (Hề Sắt).
Hắn cũng bị A Tử cho rắn, rết, sâu độc cắn để thử độc tính cho nàng luyện độc công. May mắn là hắn có Dịch Cân Kinh hộ thể nên không những hóa giải mà còn hấp thu độc tính tăng nội lực cho cơ thể. Tình cờ hắn bắt con sâu cực độc Băng Tằm cho A Tử, A Tử bắt hắn cho sâu cắn, hắn biết chắc sẽ chết nhưng cũng đồng ý làm theo. Hàn khí cực mạnh của Băng Tằm khiến Du Thản Chi đông thành băng, A Tử cho là hắn đã chết nên cho người vất xác xuống sông. Tuy nhiên, Du Thản Chi nhờ có Dịch Cân Kinh nên lại lần nữa may mắn thoát chết và hấp thu được Băng Tằm Hàn Kình vào thân thể. Sau này hắn về lại Trung Nguyên, rồi lên chùa Thiếu Lâm để thách thức với tất cả các môn phái khác tranh chức vô địch võ lâm. Lúc này chỉ xét về nội lực thì hắn rất thâm hậu, có thể sánh với các đại cao thủ, vì có Dịch Cân Kinh và vô tình luyện được thần công khi ở bên A Tử.
Tại đại hội võ lâm này thì Tiêu Viễn Sơn và Mộ Dung Bác lộ mặt. Tiêu Viễn Sơn kể rằng ông ta thoát chết khi nhảy xuống vực tự vẫn, thừa nhận rằng ba mươi năm qua ông ẩn náu trong chùa Thiếu Lâm để học hết võ công Trung Nguyên. Ông ta cũng là người giả dạng Tiêu Phong sát hại nhiều cao thủ trong giang hồ, và là người đã bắt cóc Hư Trúc lúc còn là một đứa bé và bỏ vào chùa Thiếu Lâm để các nhà sư nuôi dạy.
Hư Trúc lúc này cũng biết được thân thế thật sự của mình, anh ta chính là con ruột của Phương trượng đại sư Huyền Từ là Đại Ca Lãnh đạo nhóm cao thủ Trung Nguyên sát hại gia đình của Tiêu Viễn Sơn năm xưa, chính vì vậy Huyền Từ phải chịu hình phạt phạm dâm giới bị đánh hai trăm gậy mà chết.
Mộ Dung Bác cũng thừa nhận là chỉ giả vờ chết để lẻn vào chùa Thiếu Lâm và là người tung tin đồn nhảm ba mươi năm về trước cho Huyền Từ để lãnh đạo cao thủ võ lâm Trung Nguyên ám hại Tiêu Viễn Sơn, và ông ta lợi dụng việc đó để khôi phục nước Yên.
Lúc này nhà sư quét rác trong Tàng kinh các xuất hiện (vị sư này là Chân nhân bất lộ tướng - người có võ công cao nhất trong Thiên long bát bộ, ông có thể tiêu diệt các cao thủ hàng đầu như Mộ Dung Bác và Tiêu Viễn Sơn chỉ trong 1 chiêu), không ai biết tên ông, nên người đời gọi là Vô Danh Thần Tăng. Ông đã theo dõi Mộ Dung Bác và Tiêu Viễn Sơn từ lúc 2 người vào xem trộm kinh thư trong Tàng Kinh Các mà 2 người không ai hay biết. Vô Danh Thần Tăng dùng Phật pháp, kiến thức uyên thâm giảng giải cho Mộ Dung Bác và Tiêu Viễn Sơn nhận ra cái sai khi luyện võ, 2 người đã luyện quá nhanh nên bị tổn thương ngũ tạng, tẩu hỏa nhập ma. Để chữa bệnh, ông đã đánh chết cả hai người để rồi cứu sống họ; do vậy mà đã cảm hóa được cả hai ông già quy y Phật giáo. Hai ông già quyết định xuất gia theo tu tại chùa Thiếu Lâm.
Về sau, khi vua Liêu ra lệnh xâm lược nước Tống, Tiêu Phong chống lệnh vì không muốn binh đao giết hại dân lành vô tội của hai nước, vì vậy chàng bị nhốt vào ngục.
Được Đoàn Dự, Hư Trúc, và nhiều cao thủ võ lâm khác giúp vượt ngục, Tiêu Phong thoát ra Nhạn Môn Quan, nơi vua nước Liêu đang bài binh bố trận chuẩn bị tấn công nước Tống. Quan quân nước Tống ở Nhạn Môn Quan thì đóng cổng quan ải không cho đám người Tiêu Phong và quân Liêu tiến vào nước Tống. Tiêu Phong, Đoàn Dự và Hư Trúc dùng võ công xuất thế bắt sống vua Liêu. Tiêu Phong thuyết phục vua Liêu lui binh rồi rút đao tự vẫn và nhảy xuống vực để giữ trọn đạo trung quân.
A Tử vì yêu Tiêu Phong tha thiết cũng lao mình xuống vực tự vẫn (sau này Kim Dung chỉnh sửa lại là Tiêu Phong dùng mũi tên mà vua Liêu đã bẻ gãy đâm vào tim mình mà chết, còn A Tử thì sau khi móc mắt mình trả cho Du Thản Chi thì ôm xác Tiêu Phong nhảy xuống vực tự vẫn). Du Thản Chi lúc biết A Tử đã nhảy xuống vực, nhận ra rằng từ trước đến nay hy sinh vì tình yêu với A Tử là vô nghĩa, nên lao đầu vào vách núi chết. Quan quân nước Tống ở Nhạn Môn Quan thấy vậy thì viết thư báo về triều đình nhà Tống rằng quân Tống ở Nhạn Môn Quan đã giết chết Nam Viện đại vương Tiêu Phong của nước Liêu, đuổi được quân Liêu về bắc. Vua Tống vui mừng ban thưởng cho tướng sĩ nước Tống ở Nhạn Môn Quan rồi ngày đêm tiếp tục hành lạc với các mỹ nữ.

### Hư Trúc
Hư Trúc là một hòa thượng chùa Thiếu Lâm. Ngoại hình xấu trai nhưng tâm tính hiền lành, tốt bụng. Hư Trúc đã vô tình giải được một bàn cờ vây tên gọi "Trân Lung kỳ trận", 30 năm nay chưa ai giải được, vì thế nên đã được Vô Nhai Tử, chưởng môn của phái Tiêu Dao truyền 70 năm công lực cả đời của ông.
Vô Nhai Tử muốn Hư Trúc dùng nội công của ông truyền cho đi giết Đinh Xuân Thu, nhưng Hư Trúc từ chối vì nghĩ mình là một hòa thượng, không thể giết người bừa bãi. Sau đó, ông truyền chức chưởng môn nhân và giao thiết chỉ hoàn cho Hư Trúc, nhưng Hư Trúc không dám nhận và cũng không muốn đầu nhập phái khác.
Vì thấy ông sau khi truyền cho mình 70 năm công lực cả đời, có vẻ như ông sắp chết, Hư Trúc muốn ông ra đi trong thanh thản nên đã đồng ý làm chưởng môn nhân phái Tiêu Dao cũng như đồng ý đi giết Đinh Xuân Thu. Sau khi Hư Trúc đồng ý, Vô Nhai Tử quy tiên.
Bọn người trước kia bị hành hạ bởi Linh Thứu Cung bắt được một cô gái trẻ từ Linh Thứu Cung. Họ muốn lấy thông tin từ cô gái trẻ để họ có thể tự giải Sinh Tử Phù do Thiên Sơn Đồng Mỗ chủ Linh Thứu Cung cấy. Họ sẵn sàng làm bất cứ việc gì để lấy thông tin từ cô gái. Lúc đó, Hư Trúc đi ngang nên đã cứu cô gái khỏi bọn người đó.
Sau đó cô gái trẻ mới lộ chân tướng, bà là Thiên Sơn Đồng Mỗ, chủ Linh Thứu Cung. Mấy mươi năm trước, trong lúc đang luyện công bị Lý Thu Thủy, sư muội của mình phá đám, nên từ đó, Thiên Sơn Đồng Mỗ có ngoại hình giống một cô bé con 12 tuổi. Hiện giờ Thiên Sơn Đồng Mỗ không còn nội công mấy và lúc đó bà đang bị Lý Thu Thủy truy sát.
Bà cần phải uống máu mỗi giữa trưa và luyện công đủ 90 ngày mới khôi phục lại công lực vì môn nội công này cứ mỗi 30 năm, phải tịnh tu một lần, thời gian một lần tùy theo số tuổi, lúc đó, Thiên Sơn Đồng Mỗ 96 tuổi thì phải luyện 90 ngày (Thiên Sơn Đồng Mỗ bắt đầu luyện môn này lúc 6 tuổi).
Thiên Sơn Đồng Mỗ sợ lúc Lý Thu Thủy đến thì mình sẽ vô lực, không thể kháng cự nên đã kêu Hư Trúc giúp đỡ. Hư Trúc không muốn Thiên Sơn Đồng Mỗ chết nên bằng lòng giúp bà, mặc dù bà làm rất nhiều chuyện Hư Trúc không đồng ý.
Để tránh sự truy sát của Lý Thu Thủy, Thiên Sơn Đồng Mỗ và Hư Trúc đã đến ẩn nấp trong một hầm băng của hoàng cung Tây Hạ, nơi Lý Thu Thủy đang làm hoàng thái phi. Lúc này, xảy ra một cuộc tranh cãi giữa Thiên Sơn Đồng Mỗ Lão và Hư Trúc.
Thiên Sơn Đồng Mỗ khăng khăng bắt Hư Trúc phải ăn thịt cá còn không thì nhịn đói. Cũng như bà muốn truyền thụ võ công của bà cho Hư Trúc để Hư Trúc có thể giúp bà đánh trọng thương Lý Thu Thủy một khi Lý Thu Thủy tìm đến, Hư Trúc vì không muốn phải đầu nhập Linh Thứu cung nên đã không chịu học. Hư Trúc thà nhịn đói cũng như không chịu học võ công tuyệt thế chứ không muốn phá vỡ thanh quy giới luật chùa Thiếu Lâm. Điều này làm Thiên Sơn Đồng Mỗ tức lắm.
Bà quyết ý phải làm cho Hư Trúc tự nguyện phá giới nên đã đem một cô gái (khỏa thân) mà mình bắt cóc về thảy vào giường của Hư Trúc. Vì đó là trong hầm băng nên Hư Trúc phải giữ ấm cho cô gái kia (và cho mình) và đã phạm dâm giới. Hư Trúc sau đó thấy mình không còn giới gì để giữ nữa cho nên đã ăn thịt, ăn cá và làm theo những gì Thiên Sơn Đồng Mỗ sai bảo.
Sau khi nghe lời Thiên Sơn Đồng Mỗ bà ta truyền dạy võ công và không ngờ tại đây đã tạo nên mối tình giữa chàng và Ngân Xuyên công chúa Tây Hạ - nhưng Hư Trúc hoàn toàn không biết đó là công chúa Tây Hạ. Nhưng Thiên Sơn Đồng Mỗ cũng không thoát khỏi trận kịch chiến và chết chung với sư muội Lý Thu Thủy. Trước lúc lâm chung Đồng lão đã truyền ngôi chủ nhân của Linh Thứu cung cho Hư Trúc.
Trở lại Linh Thứu Cung, Hư Trúc lại ra tay hoá giải hiềm khích giữa đảo chủ, động chủ 72 đảo và thuộc hạ Linh Thứu cung đồng thời giải trừ Sinh Tử Phù cho mọi người, trở thành lãnh tụ của quần hào. Cũng tại đây, nhờ tính tình chất phác hiền lành, Hư Trúc có duyên kết nghĩa huynh đệ với Đoàn Dự - Thế tử Đại Lý cùng Tiêu Phong.
Sau này quay lại Thiếu Lâm, dùng võ công bảo vệ chùa trước Cưu Ma Trí, cùng Tiêu Phong, Đoàn Dự chung tay kháng địch, đại hiển thần oai, đánh bại Tinh Tú Lão Quái Đinh Xuân Thu, thanh lý môn hộ. Hư Trúc nhận mặt cha mẹ trong tình huống bất ngờ. Cha Hư Trúc là Huyền Từ - phương trượng chùa Thiếu Lâm, mẹ là người thứ hai trong Tứ Đại Ác Nhân - Vô Ác Bất Tác Diệp Nhị Nương.
Huyền Từ phương trượng tư tình với Diệp Nhị Nương nên tự nhận phạt 200 trượng, sau đó tự chấn đứt kinh mạch mà chết (đây là một hành động anh hùng, vì nếu đã có ý tự vẫn thì không cần đợi chịu xong 200 trượng), còn Diệp Nhị Nương thấy Huyền Từ phương trượng chết cũng tự tử theo. Đáng thương thay, Hư Trúc trong một ngày gặp lại được cha mẹ, lại trong ngày đó mất cả cha lẫn mẹ. Hư Trúc sau đó bị trục xuất khỏi Thiếu Lâm (vì phạm quá nhiều giới), cùng Đoàn Dự, Tiêu Phong sang Tây Hạ tham gia hội kén rể với công chúa, không ngờ cơ duyên xảo diệu, lại gặp người tình trong mộng của mình, kết đôi vui vầy.
Xét về võ công có thể nói Hư Trúc là một trong những nhân vật có võ công cao nhất trong Thiên Long Bát Bộ. Về nội lực thì trong người chàng có nội công thâm hậu của ba cao thủ là Vô Nhai Tử, Thiên Sơn Đồng Mỗ và Lý Thu Thủy, nội công của họ đều có nguồn gốc từ Tiêu Dao phái. Đặc biệt chàng còn tập thuần thục được Sinh Tử Phù, một loại ám khí độc không dấu vết cực kỳ lợi hại.
Bản mẫu:Endspoiler

## Bang phái
Câu chuyện là sự tương tác trong bối cảnh của 4 quốc gia Đại Tống, Đại Liêu, Đại Lý, Thổ Phồn, trong lòng của nó là vô số môn phái, danh gia, các tổ chức chính trị. Nếu Tiêu Phong thân thế mang mối bất hòa Tống - Liêu, Thiếu Lâm - Cái Bang, kẻ thù võ lâm, thì Đoàn Dự, Hư Trúc như con thoi giữa Đại Tống với Đại Lý, Tây Hạ, Thổ Phồn và các môn phái khác nhau....

### Đại Lý Đoàn Thị
- Là hoàng tộc, thế gia võ lâm, tuy ở miền biên cảnh nhưng có qua lại ảnh hưởng lớn với võ lâm Trung Nguyên, chùa Thiên Long Tự là căn bản.
- Cao Thủ: Đoàn Dự, Khô Vinh Đại Sư, Bảo Định Đế, Trấn Nam Vương Đoàn Chính Thuần, Bản Nhân, Bản Quan, Bản Tham, Bản Tướng
- Võ công tuyệt kĩ bao gồm: Nhất Dương Chỉ, Lục Mạch Thần Kiếm

### Thiếu Lâm tự
- Thánh địa của võ lâm Trung Nguyên,
- Phương Trượng: Linh Môn, Huyền Từ
- Cao thủ: Tảo Địa tăng (Vô Danh thần tăng), Huyền Trừng, Huyền Bi, Huyền Nạn, Huyền Thống, Huyền Khổ, Huyền Độ, Huyền Sinh....
- Tuyệt kĩ bao gồm: Dịch cân Kinh, 72 tuyệt kĩ....

### Tiêu Dao phái
- Tiêu Dao phái ảnh hưởng của Đạo giáo thần tiên, võ công ảo diệu khôn lường đầy rẫy cao thủ kiêm cả cầm, kỳ, thi, họa, thổ (xây dựng), mộc (thủ công tinh xảo), y (thuốc), bốc (bói toán) nhưng ít nổi danh trên giang hồ do các trưởng bối đều ẩn cư,
- Chưởng Môn: Tiêu Dao Tử, Vô Nhai Tử, Hư Trúc
- Môn hạ: Tề Tự Phong, Lý Thu Thủy, Tô Tinh Hà, Thiên Sơn Đồng Lão, Đinh Xuân Thu, Hàm Cốc Bát hữu(Tiết Mộ Hoa, Khang Quảng lăng,....)
- Bảo bối: nhẫn Cơ bảo của chưởng môn, Lang Hoàng Phúc Địa lưu giữ võ công của các nhà các phái...
- Tuyệt kĩ: Bắc Minh thần công, Lăng ba vi Bộ, Tiểu Vô Tướng Công...

### Cái Bang
- Bang hội đông đảo, nghĩa hiệp, chuyên làm tai mắt tình báo giúp nhà Tống chống ngoại xâm.
- Bang chủ: Uông Kiếm Thông, Tiêu Phong, Trang Tụ Hiền (Du Thản Chi)
- Cao thủ: Từ trưởng lão, Mã Đại Nguyên, Tứ Đại trưởng lão
- Tuyệt kĩ: Giáng Long thập bát chưởng, Đả cẩu bổng pháp

### Thiên Sơn Linh Tụ Cung
- Là phái do Thiên Sơn Đồng Lão phái Tiêu Dao sáng lập ở trên Tuyết Sơn Tây Vực
- Cung Chủ: Thiên Sơn Đồng Lão, Hư Trúc
- Môn Hạ: Đặng bà bà, Dư bà bà, Mai, Lan, Trúc, Cúc kiếm, 36 động chủ, 72 đảo chủ....
- Tuyệt kĩ: Thiên Sơn Lục Dương Chưởng, Thiên sơn chiết mai thủ, Sinh Tử phù...

### Cô Tô Mộ Dung Gia
- Là thế gia võ lâm, một hoàng tộc thất thế lưu vong nhiều đời, dân tộc Tiên Ty nước Đại Yên, ngụ cư ở Yến Tử ổ vùng Cô Tô Thái Hồ ở Giang Nam, luôn tích trữ của cải nhân lực, lấy lòng võ Lâm, gây mâu thuẫn các nước để mưu phản hòng chiếm cứ giang sơn
- Trang Chủ: Mộ Dung Bác, Mộ Dung Phục
- Môn Hạ: Đặng Bách Xuyên, Công Dã Càn, Bao Bất Đồng, Phong Ba Ác, A Châu, A Bích...
- Tuyệt kĩ: Đẩu Chuyển Tinh Di

### Cô Tô - Mạn Đà Sơn Trang
- Là thế gia vọng tộc nổi tiếng ở Cô Tô về giàu có, ngang danh với nhà Mộ Dung, là thông gia với nhà Mộ Dung vì Mộ Dung Bác đã lấy con gái nhà họ Vương. Nhà họ Vương tuy ban đầu chỉ là 1 nhà giàu nhưng có cô vợ góa Vương Phu nhân vốn là con gái của Vô Nhai Tử kế thừa Lang Hoàng Ngọc Động là nơi giữ tàng thư gần như hoàn chỉnh của các môn phái cho nên đây có thể nói là nơi tàng tụ của tuyệt kĩ võ lâm các nhà các phái sau Lang Hoàng Phúc Địa của phái Tiêu Dao

### Tây Hạ Nhất phẩm Đường
- Là nơi nhà Tây Hạ quy tụ các cao thủ để xâm chiếm Trung Nguyên. Ngay trong Hoàng Cung Tây Hạ cũng có võ công trác tuyệt của phái Tiêu dao do Thái Phi Lý Thu Thủy mang về
- Thủ lĩnh: Phạt Đông tướng quân Hách Liên Thiết Thụ
- Cao thủ: Tứ Đại ác nhân, Lý Diên Tông (Mộ Dung Phục).... ngoài ra còn có quân đội

### Thổ Phồn
- Là quốc gia láng giềng với Đại Tống và Đại Lý, đang nhăm nhe xâm chiếm các nơi,
- Chùa Đại tuyết sơn: là nơi ở của các cao tăng võ công cao cường, họ cũng chuyên đi nghiêm tầm các võ học điển tịch của trung nguyên, Đại Lý.... để giúp nhà vua Thổ Phồn xâm chiếm trung Nguyên
- Cao thủ: Quốc sư Cưu Ma Trí, Ba La Tinh, Triết La Tinh...

### Đại Liêu
- Quốc gia đang hưng thịnh, tuy không có võ công bác đại tinh thâm nhưng lại có đội quân thiện chiến đặc biệt là thiết kị.... ôm mộng xâm chiếm Trung Nguyên. Quân đội nhà Liêu từng giao đấu với cả võ lâm Trung Nguyên khi họ sang Liêu cứu Tiêu Phong
- Hoàng đế: Gia Luật Hồng Cơ
- Môn hạ: Bắc Viện Đại Vương, Nam Viện Đại Vương (Tiêu Phong), Hoàng thái thúc

### Phái Tinh Túc (Tinh Tú)
- Do Tinh Túc (Tinh Tú) Lão Quái Đinh Xuân Thu là phản đồ phái Tiêu Dao sáng lập tại Tây Vực, sở trường chuyên dùng độc dược, tuy thế bang phái lỏng lẻo toàn là phường ô hợp lẻo mép.
- Môn hạ: Du Thản Chi, Trích Tinh Tử, A Tử....
- Báo bối: Thần Mộc Vương Đỉnh
- Tuyệt kĩ: Hóa Công Đại Pháp

### Các bang phái, danh gia khác
- Vô Lượng kiếm phái, Vạn kiếp Cốc, chùa thanh Lương ngũ giới Đài, Chùa tướng quốc tự Khai Phong, Chùa Quốc thanh, Niêm hoa tự, Thần Nông Bang, Tụ hiền trang, Thanh thành phái, Tần Gia trại....

## Chuyển thể

### Phim điện ảnh
| Năm  | Hãng sản xuất                 | Nước      | Đạo diễn        | Tiêu Phong     | Đoàn Dự           | Hư Trúc        | Thông tin thêm |
| ---- | ----------------------------- | --------- | --------------- | -------------- | ----------------- | -------------- | --- |
| 1977 | Thiệu Thị huynh đệ            | Hồng Kông | Bào Học Lễ      |                | Lý Tu Hiền        |                | Điềm Ni vai Mộc Uyển Thanh, Lâm Trân Kì vai Chung Linh |
| 1982 | Thiệu Thị huynh đệ            | Hồng Kông | Từ Tiểu Minh    |                |                   |                | Các diễn viên chính Huệ Thiên Tứ, Đới Lương Thuần, Cốc Phong, Bạch Bưu, Trần Quan Thái, Lương Tiểu Long                                                   |
| 1982 | Công ty ảnh nghiệp tân thế kỷ | Hồng Kông | Tiêu Sanh       | Từ Thiếu Cường | Thang Trấn Nghiệp | Huỳnh Nhật Hoa | Trần Ngọc Liên vai Vương Ngữ Yên, Huệ Thiên Tứ vai Mộ Dung Phục, Cao Hùng vai Cưu Ma Trí, Lâm Trân Kì vai A Châu                                          |
| 1994 |                               | Hồng Kông | Tiền Vĩnh Cường |                |                   | Lâm Văn Long   | Biên kịch: Trương Thán. Lâm Thanh Hà vai Lý Thương Hải/Lý Thu Thủy, Củng Lợi vai Thiên Sơn Đồng Mỗ, Trương Mẫn vai A Tử, Từ Thiếu Cường vai Đinh Xuân Thu |

### Phim truyền hình
| Năm  | Hãng sản xuất               | Nước       | Tiêu Phong      | Đoàn Dự           | Hư Trúc            | Số tập | Nhà sản xuất    | Thông tin thêm                                                                                  |
| ---- | --------------------------- | ---------- | --------------- | ----------------- | ------------------ | ------ | --------------- | ----------------------------------------------------------------------------------------------- |
| 1982 | TVB                         | Hồng Kông  | Lương Gia Nhân  | Thang Trấn Nghiệp | Huỳnh Nhật Hoa     | 50     | Tiêu Sanh       | Các diễn viên khác: Tạ Hiền, Hoàng Hạnh Tú, Thạch Tu, Trần Ngọc Liên, Dương Phấn Phấn           |
| 1991 | CTV                         | Đài Loan   | Huệ Thiên Tứ    | Quan Lễ Kiệt      | Quan Lễ Kiệt       | 20     | Chu Du          | Các diễn viên khác: Tống Cương Lăng, Thôi Hạo Nhiên                                             |
| 1997 | TVB                         | Hồng Kông  | Huỳnh Nhật Hoa  | Trần Hạo Dân      | Phàn Thiếu Hoàng   | 45     | Lý Thiêm Thắng  | Các diễn viên chính khác: Lý Nhược Đồng, Lưu Cẩm Linh, Lưu Ngọc Thúy, Triệu Học Nhi, Hà Mỹ Điền |
| 2003 | CCTV                        | Trung Quốc | Hồ Quân         | Lâm Chí Dĩnh      | Cao Hổ             | 40     | Trương Kỷ Trung | Các diễn viên khác: Lưu Diệc Phi, Lưu Đào, Trần Hảo, Tưởng Hân, Thang Trấn Tông, Chung Lệ Đề.   |
| 2013 | Đài truyền hình Triết Giang | Trung Quốc | Chung Hán Lương | Kim Kibum         | Hàn Đống           | 40     | Ngô Đôn         | Các diễn viên khác: Trương Mông, Mao Hiểu Đồng, Giả Thanh, Tống Phong Nham.                     |
| 2019 | 新丽传媒                    | Trung Quốc | Dương Hựu Ninh  | Bạch Chú          | Trương Thiên Dương |        |                 | Các diễn viên khác: Janice Man (Vương Ngữ Yên), Tô Thanh (A Châu), He Hongshan (A Tử)           |

### Video game
- Demi-Gods and Semi-Devils là một RPG chơi đơn phát hành năm 2002. Người chơi sẽ vào vai trò của một nhân vật chính không liên quan (tên mặc định là Lei Zhen) và gặp gỡ các nhân vật trong cuốn tiểu thuyết. Lựa chọn và hành động của người chơi sẽ ảnh hưởng đến tiến triển của câu chuyện.[3]
- Thiên long bát bộ là một MMORPG được phát triển bởi Changyou và Sohu và được phát hành vào năm 2007.[4] Tại Việt Nam nó được FPT Online phát hành đến năm 2013 và hiện tại đang được VNG phát hành.
- Tian Long Ba Bu: Shen Bing Hai Yu (天龙八部:神兵海域) là một MMORPG được phát triển bởi Changyou và Sohu và được phát hành tại Trung Quốc vào năm 2012 thay cho phiên bản cũ. Trò chơi được xác nhận bởi Hồ Ca và Lưu Thi Thi, những người đóng vai Đoàn Dự và Vương Ngữ Yên trong một đoạn video ngắn quảng bá cho trò chơi và các tài liệu quảng cáo khác.[5]